# Scherma alla XXI Universiade
Il torneo di scherma della XXI Universiade si è svolto a Pechino in Cina nel 2001.
Nel fioretto, si sono aggiudicati i titoli di campioni dei Giochi mondiali universitari il cinese Dong Zhaozhi, che ha battuto in finale il connazionale Wang Haibin, e l'italiana Valentina Vezzali, che ha avuto la meglio sulla cinese Meng Jie.
Nella spada il francese Denis Matthieu ha battuto in finale l'ucraino Maksym Khvorost, ottenendo il titolo di campione dei Giochi mondiali universitari, mentre tra le donne la cinese Yang Shaoqi ha superato l'ucraina Anna Garina.
Nella sciabola il russo Sergey Sharikov prevale sull'italiano Gianpiero Pastore, mentre l'italiana Ilaria Bianco ha battuto la russa Natalya Makeyeva.
Nelle competizioni a squadre maschili, la nazionale cinese ha prevalso nella finale del fioretto contro l'Italia, la Francia ha vinto nella spada contro la compagine italiana, ed infine la nazionale russa ha avuto la meglio sulla compagine italiana.
Nelle competizioni a squadre femminili, la nazionale cinese ha prevalso nella finale del fioretto contro l'Italia, la Cina ha vinto nella spada contro la compagine russa, ed infine la formazione russa ha avuto la meglio sulla nazionale cinese.

## Podi

### Uomini
| Evento                          | Oro             | Argento                                                                             | Bronzo               |
| Fioretto individuale (dettagli) | Dong Zhaozhi    | Wang Haibin                                                                         | Vadim Ayupov         |
| Fioretto individuale (dettagli) | Dong Zhaozhi    | Wang Haibin                                                                         | Lorenzo Mammi        |
| Sciabola individuale (dettagli) | Sergey Sharikov | Gianpiero Pastore                                                                   | Alessandro Cavaliere |
| Sciabola individuale (dettagli) | Sergey Sharikov | Gianpiero Pastore                                                                   | Aleksey Frosin       |
| Spada individuale (dettagli)    | Denis Matthieu  | Maksym Khvorost                                                                     | Nikolai Novosjolov   |
| Spada individuale (dettagli)    | Denis Matthieu  | Maksym Khvorost                                                                     | Aleksey Selin        |
| Fioretto a squadre (dettagli)   | Cina            | Italia Lorenzo Mammi Marco Ramacci Salvatore Sanzo Simone Vanni                     | Francia              |
| Sciabola a squadre (dettagli)   | Russia          | Italia Gianpiero Pastore Alessandro Cavaliere                                       | Spagna               |
| Spada a squadre (dettagli)      | Francia         | Italia Alessandro Bossalini Diego Confalonieri Giacomo Falcini Francesco Martinelli | Svizzera             |

### Donne
| Evento                          | Oro                                                    | Argento                                                                          | Bronzo                                                            |
| Fioretto individuale (dettagli) | Valentina Vezzali                                      | Meng Jie                                                                         | Ekaterina Youcheva                                                |
| Fioretto individuale (dettagli) | Valentina Vezzali                                      | Meng Jie                                                                         | Zhang Lei                                                         |
| Sciabola individuale (dettagli) | Ilaria Bianco                                          | Natalya Makeyeva                                                                 | Bao Yingying                                                      |
| Sciabola individuale (dettagli) | Ilaria Bianco                                          | Natalya Makeyeva                                                                 | Gioia Marzocca                                                    |
| Spada individuale (dettagli)    | Yang Shaoqi                                            | Anna Garina                                                                      | Olga Aleksejeva                                                   |
| Spada individuale (dettagli)    | Yang Shaoqi                                            | Anna Garina                                                                      | Li Na                                                             |
| Fioretto a squadre (dettagli)   | Cina                                                   | Italia Francesca Facioni Margherita Granbassi Ilaria Salvatori Valentina Vezzali | Russia                                                            |
| Sciabola a squadre (dettagli)   | Russia Elena Netchaeva Natalia Makeeva Elizaveta Gorst | Cina Yingying Bao Chao Sun Li Li Ying Zhang                                      | Italia Ilaria Bianco Gioia Marzocca Anna Ferraro Alessia Tognolli |
| Spada a squadre (dettagli)      | Cina                                                   | Russia                                                                           | Ucraina                                                           |